# Sandro Mareco
Sandro Fabio Mareco (sinh 13 tháng 5 năm 1987 tại Haedo, Buenos Aires) là một đại kiện tướng cờ vua Argentina.
Mareco vô địch Nam Mỹ lứa tuổi dưới 20 vào năm 2007. Năm 2012 anh đồng điểm hạng nhất nhưng giành ngôi á quân sau khi kém hệ số phụ tại Giải vô địch cờ vua Argentina.
Năm 2015, Mareco vô địch châu Mỹ khi về nhất tại Giải vô địch cờ vua liên Mỹ lần thứ 10 ở Montevideo. Anh đạt 8,5/11 điểm (+7 =3 –1), đồng điểm với Yuniesky Quesada Perez nhưng hơn hệ số phụ. Vào tháng 10 năm đó, anh vô địch quốc gia với 10/13 điểm, ở giải đấu có 14 kỳ thủ đánh vòng tròn.
Nhờ thành tích tốt tại các giải châu lục và khu vực, Mareco đã ba lần tham dự các Cúp cờ vua thế giới vào các năm 2011, 2013 và 2015. Thành tích cao nhất của anh là vào đến vòng 2 năm 2015.
Năm 2017, lần đầu tiên anh lọt vào top 100 thế giới sau khi vô địch một giải mở với số điểm tuyệt đối 9/9.
Năm 2018 anh vô địch giải cờ vua HDBank sau khi giành 7,5/9 điểm (+6 =3).
Về các giải đồng đội, Mareco thi đấu cho đội tuyển quốc gia tại Olympiad cờ vua kể từ năm 2012. Năm 2016, anh là kỳ thủ duy nhất đội đánh đủ 11 ván, đạt Rp 2739.